# Allium hirtovaginatum
Allium hirtovaginatum är en amaryllisväxtart som beskrevs av Carl Sigismund Kunth. Allium hirtovaginatum ingår i släktet lökar, och familjen amaryllisväxter. Inga underarter finns listade i Catalogue of Life.